# Siphlophis pulcher
Espèce
Synonymes
- Coluber pulcher Raddi, 1820
- Oxyrhopus rhombeatus Peters, 1863

Statut de conservation UICN

 LC  : Préoccupation mineure
Siphlophis pulcher est une espèce de serpents de la famille des Dipsadidae.

## Répartition
Cette espèce est endémique de l'Est du Brésil. Elle se rencontre de Bahia au Rio Grande do Sul.

## Étymologie
Le nom spécifique pulcher vient du latin pulcher, beau, en référence à l'aspect de ce serpent.

## Publication originale
- Raddi, 1820 : Di alcune specie nuove di rettili, e piante Brasiliane. Memorie di matematica e di fisica della Società italiana delle Scienze, vol. 18, fasc. 2, p. 313-349 (texte intégral).